# Gut gebrüllt, Löwe
Gut gebrüllt, Löwe ist ein Kinderbuch von Max Kruse, einem Sohn der Puppenmacherin Käthe Kruse. Es ist der dritte Band seiner fünf Bände umfassenden Kinderbuchreihe Der Löwe ist los. Es erschien 1967 und wurde im gleichen Jahr von der  Augsburger Puppenkiste verfilmt.
Der Ausspruch „Gut gebrüllt, Löwe!“ stammt ursprünglich aus Shakespeares Stück Ein Sommernachtstraum, dort heißt es in der 1. Szene des 5. Akts: „Well roared, lion.“

## Handlung

### 1. Die Reise in das ferne Land
Ein Bote auf einem Kamel überbringt einen Brief an den Sultan, der gerade sein Mittagsschläfchen halten möchte. Es ist eine Nachricht aus der Stadt Irgendwo, die ihn zu einem Fest einladen möchte. Der Sultan beschließt, die Einladung anzunehmen, und reist – gemeinsam mit seinem Kamel und dem Löwen – auf seinem fliegenden Teppich an.
In Irgendwo sind bereits alle Einwohner auf dem Marktplatz versammelt, der Bürgermeister hält eine Rede und begrüßt ganz herzlich die Ehrengäste auf dem fliegenden Teppich. Zu Ehren des Löwen wird ein Denkmal enthüllt – und die Stadt Irgendwo benennt sich um in Neulöwenburg.

### 2. Zweikampf
Auf dem Rückweg treffen sie den Flamingo, der sie um Hilfe für Prinz Panja von Nekaragien bittet. Er wird bedroht von seinem herrschsüchtigen Onkel Rao und dessen Ratgeber, dem Affen Gibbon, die die Macht in Nekaragien erlangen möchten. Der böse Rao verfügt über die gefürchtete Blechbüchsenarmee, den hochfliegenden Kondor mit einem Zauberspiegel und die Riesenschildkröte Kolossalis. Durch den Zauberspiegel sieht Rao, dass der Löwe auf dem fliegenden Teppich unterwegs ist, und befiehlt seinem General Blech und dessen Armee, ebenfalls das Fliegen zu lernen. Außer einem taktisch überaus versierten „Rolle, roll, roll“, bei dem sich jeder in seine Blechbüchse duckt und den Hang hinunter rollen lässt, verfügt die Blechbüchsenarmee aber über keine besonderen Fähigkeiten.
Sultan, Löwe und Kamel treffen bei Prinz Panjas Palast Firifallo ein und berichten ihm von der Bedrohung durch seinen bösen Onkel, jedoch will Prinz Panja die drohende Gefahr nicht wahrhaben. Rao und Gibbon hecken einen gefährlichen Plan aus, sie fordern den Löwen zum Kampf mit dem Blechbüchsengeneral auf. Während der Löwe mit dem General kämpft, wird Prinz Panja von Gibbon geraubt und auf Raos Burg Machatofel gebracht.

### 3. Der fliegende Teppich
Kolossalis, die Schildkröte, will unbedingt auch fliegen und stiehlt daher den fliegenden Teppich. Kolossalis bleibt mit dem schweren Teppich an einer Mauer hängen und zieht den Teppich unabsichtlich auf. Am Ende verheddert sie sich in den Fäden zu einem riesigen Wollknäuel. Nunmehr hilflos wird sie von der Blechbüchsenarmee aufgespießt und gefangen genommen. Um Prinz Panja zur Abdankung zu zwingen, will Rao die Schildkröte vor Prinz Panjas Augen rösten lassen. Weil jedoch die Wolle immer noch die Flugeigenschaften des Teppichs besitzt, können der Prinz und Kolossalis in die Freiheit fliegen. Der aufgetrennte Teppich soll von einem Weber neu gewoben werden. Der böse Onkel Rao erfährt davon und setzt den Weber unter Druck, den fertigen Teppich an ihn auszuliefern.

### 4. Das Gespenst
Der Löwe wird gefangen genommen, und nun will Rao Prinz Panjas Burg stürmen. Dank des zu Panja übergelaufenen Generals Blech misslingt dies; die beiden Übeltäter fliehen auf dem neuen Teppich. Aber auch dem Sultan wurde ein Teppich geliefert, mit dem er sich auf die Verfolgungsjagd macht. Nach kurzer Zeit stürzt er jedoch ab. Der Flamingo gewinnt den Kondor, der bisher Rao diente, als neuen Verbündeten. Dieser reißt Rao und Gibbon den Teppich weg, und die beiden stürzen ins Meer. Prinz Panjas Herrschaft steht nichts mehr im Wege.

## Die Figuren
Die guten Helden des Stückes sind der Sultan, der Löwe und das Kamel, die gemeinsam gegen alle Bösewichter kämpfen.
Der junge, noch unerfahrene Prinz Panja glaubt zu Beginn noch nicht, dass sein Onkel Böses im Sinn hat.
Der böse Onkel Rao hat eine ganze Reihe von Gefährten um sich geschart. Der engste Verbündete ist der Affe Gibbon, der als kluger Ratgeber fungiert. Daneben gibt es noch die Blechbüchsenarmee, die von General Blech kommandiert wird.

## Verfilmung
Gut gebrüllt, Löwe wurde in einer Produktion der Augsburger Puppenkiste 1967 in vier Teilen verfilmt.